# アレクサンドル・アルチュニアン
アレクサンドル・グリゴリエヴィチ・アルチュニアン（ロシア語: Александр Григорьевич Арутюнян、アルメニア語: Ալեքսանդր Հարությունյան〈アレクサンドル・ハルチュニアン〉、1920年9月23日 - 2012年3月28日）は、ソビエト連邦およびアルメニアの作曲家・ピアニスト。

## 人物
エレバン出身。幼時よりピアノを習い、1934年にエレバン音楽院に入学した。1941年の独ソ戦開始で学業を中断したが、1944年にモスクワ音楽院に入学し、1946年に卒業。翌年にアルメニアに戻り、1948年に作曲したカンタータ「祖国」で、ソビエト連邦国家賞を受賞した。1954年からエレバン音楽院で作曲を教えるようになり、1977年に教授となった。
2012年3月28日、91歳で永眠。

## 作品
アルメニアの民俗音楽を取り入れた作品を書き続け、内外で評価を受けた。特に、1950年のトランペット協奏曲をはじめ、テューバ協奏曲、金管五重奏曲「アルメニアの風景」などを始めとするアルチュニアンの管楽器のための作品は国際的なレパートリーを確保し、またロシア国営テレビ交響楽団のために1957年に書かれた交響曲はヴァレリー・ゲルギエフによって取り上げられた。
1987年のペレストロイカ期からはヴァイオリン協奏曲「アルメニア88」のような大規模作品を再び発表するようになっていた。